# زمردی مسی
زمردی مسی (نام علمی: Chlorostilbon russatus) نام یک گونه از سرده زمردی‌ها است.